# 이명미
이명미(李明美, Lee Myung Mi, 1950년 ~ )은 대한민국의 미술가 (화가)이다.

## 약력
- 홍익대학교 미술대학 및 동 교육대학원 졸

## 전시경력

### 개인전
- 1977 ‘놀이’전, 그로리치 화랑, 서울
- 1978 ‘놀이’전, 서울화랑, 서울
- 1979 ‘놀이’전, 코마이화랑, 도쿄
- 1981 ‘놀이’전, 전촌화랑, 도쿄
- 1982 ‘놀이’전, Catholic Center화랑, 부산 / ‘놀이’전, 문예진흥원미술관, 서울 / ‘놀이’전, 맥향화랑, 대구
- 1985 관훈미술관, 서울 / ‘놀이’전, 수화랑, 대구
- 1987 인공갤러리, 서울 /
- 1990 진화랑, 서울
- 1993 동경화랑, 도쿄

외 다수

### 단체전
- 1996 서울판화미술제-갤러리 신라, 예술의 전당 한가람미술관, 서울 , 10人의 Metaphors, 인공갤러리, 대구
- 1995 ‘여성표현’전, 대구문화예술회관, 대구, 한국여성미술제, 서울시립미술관, 서울 , 포스코 갤러리 개관전, 포스코 갤러리, 서울
- 1993 한국현대미술전, 궁성미술관, 일본, 여성화가10人전, 여성신문사, 서울
- 1992 동경 Art EXPO-진화랑, 도쿄, Art in An Age of Tele Communication, 오스트리아
- 1991 선재미술관 개관기념전, 선재미술관, 경주, 한국현대미술의 ‘한국성’ 모색전, 한원갤러리, 서울 , 한국여성미술, 그 변속의 양상전, 한원갤러리, 서울, ‘91 현대미술의 모색전, 갤러리 타임 개관기념, 서울, 조형적 가능성, 갤러리 이톤 초대, 서울 , ‘소형작품’전, 송원화랑, 서울
- 1990 ‘자연의 꿈’전, 예일화랑, 서울, 여성작가 56人전, 토탈미술관, 서울
- 1989 80년대의 여성미술전, 금호미술관, 서울
- 1988 12인의 한국현대미술, 로마, 이탈리아, ‘88 한국현대미술전, 국립현대미술관, 과천, 서울아트페어- 진화랑, 예술의 전당, 서울, Art LA 88, 진화랑, 서울 / LA, 미국, ‘모더니즘 이후’, 무역센터 현대미술관, 서울
- 1987 한국현대미술-80년대의 정황, 교토시립미술관, 쿄토, 한국현대미술의 최전선, 관훈미술관, 서울, 평판과 Object 그리고 Image, 서울, 소형작업전, 서울 / 대구 , Art of Today, 부다페스트, 헝가리
- 1986 한국현대미술-어제와 오늘전, 국립현대미술관, 과천 , 9개의 지점, 일.여류작가의 표현전, 촌송화랑, 도쿄
- 1985 제2회 아시아 현대미술전, 후쿠오카시립미술관, 후쿠오카, 오늘의 대구미술, 수화랑, 대구, Image전, 전화랑 / 후화랑, 서울
- 1984 제9회 국제 Original Drawing전, 유고슬라비아, 서울 국제 Drawing Biennale, 한국문예진흥원 미술회관, 서울 , 한일 현대미술전 ‘84, K Gallery, 도쿄 , 한국 현대미술 7人 여류전, 촌송화랑, 도쿄 , 한국 현대미술-70년대의 조류, 타이페이미술관, 타이페이
- 1983~91 ‘École de Séoul’, 관훈미술관, 서울
- 1983 청년작가 초대전, 서울신문 초대, 서울, 청년작가회, 국립현대미술관, 과천, 서울 국제 Drawing전, 미술회관, 서울, 서울 국제 Mail-Art전, 서울, 새로운 종이 조형- 한국, 타이페이
- 1982~86 국제 Impact전, 서울 / 도쿄
- 1982~83 현대미술 20인의 여류전, 관훈미술관, 서울, 현대미술의 조명-인천전, 인천
- 1982 판화 Drawing전, 명동화랑, 서울
- 1981 대구 Y.M.C.A 화랑 개관기념전, 대구 Y.M.C.A 화랑, 대구, 81 Drawing대전, 국립현대미술관, 과천, 대구판화가회 창립전, 대구 삼화랑, 서울,
- 1980 서울 Paris 방법전, 서울 / 파리, 한국판화 Drawing대전, 국립현대미술관, 과천
- 1978 아시아 현대미술제, 도쿄, 24人 방법전, 서울미술회관, 서울 , 금산 현대미술제, 부산
- 1976~81 서울 현대미술제, 국립현대미술관, 과천
- 1975~76 회화 5人전, 6人전, U.S.I.S.화랑, 서울
- 1975~80 35 / 128 Group전, 대구
- 1974~76 대구현대미술제, 계명대학교 미술관, 대구, 서울 Biennale전, 국립현대미술관, 과천,
- 1974 한국실험작가전, 대구백화점 화랑, 대구
- 1973~79 한국 여류화가회전, 국립현대미술관, 과천
- 1973~74 시점 group전, 명동화랑, 서울
- 1972~75 국전, 국립현대미술관, 과천
- 1972~79 Indepandant전, 국립현대미술관, 과천
- 1972~80 한국미술협회전, 국립현대미술관, 과천

외 다수